# Actinia fiscella
Actinia fiscella is een zeeanemonensoort uit de familie Actiniidae. De anemoon komt uit het geslacht Actinia. Actinia fiscella werd in 1789 voor het eerst wetenschappelijk beschreven door Otto Friedrich Müller. 